# District Adyge-Chablski
District Adyge-Chablski (Russisch: Адыге-Ха́бльский райо́н) is een district in het noorden van de Russische autonome deelrepubliek Karatsjaj-Tsjerkessië. Het district heeft een oppervlakte van 531 vierkante kilometer en een inwonertal van 16.186 in 2010. Het administratieve centrum bevindt zich in Adyge-Chabl.
Bestuurlijk centrum: Tsjerkessk

Steden: Karatsjajevsk · Oest-Dzjegoeta · Teberda

Districten: Abazinski · Adyge-Chablski · Chabezski · Karatsjajevski · Malokaratsjajevski · Nogajski · Oeroepski · Oest-Djegoetinski · Prikoebanski · Zelentsjoekski